# Louis Oosthuizen
Lodewicus Theodorus Louis Oosthuizen, né le 19 octobre 1982, est un golfeur professionnel sud-africain, connu pour sa victoire au British Open de Golf en 2010.
Il est né à Mossel Bay, en Afrique du Sud. Son début de carrière fut soutenu financièrement pendant trois années par la fondation de son compatriote Ernie Els. En 2002, il était membre de l’équipe sud-africaine qui remporta le championnat du monde amateur par équipes. Il a remporté de nombreux titres avant de passer professionnel en 2002 à l’âge de 19 ans.
Il a remporté cinq tournois professionnels sur le Sunshine Tour, à savoir le Vodacom Origins of Golf Tour à Arabella en 2004, le Dimension Data Pro-Am et le Platinum Classic en 2007, ainsi que par deux fois le Telkom PGA Championship en 2007 et 2008. Il a joué sur le Challenge Tour en 2003 et a été membre du Tour Européen PGA depuis 2004. En 2009, il termina à la 31e place de la course pour Dubaï, classement des joueurs du circuit européen au niveau des gains. Il est apparu dans le top 50 du classement officiel mondial du golf.
En mars 2010 il a remporté son premier tournoi sur le tour européen en s’imposant à l'Open d’Andalousie de golf. Il a également remporté le concours de par 3 du Masters 2010. Au cours des deux premiers tours du British Open il a réalisé des scores de 65 et 67 pour un total de 132 égalant ainsi le record du score le plus bas sur 36 trous dans un Open joué à St Andrews. Son score final fut de 16 coups sous le par, et il précédait Lee Westwood de sept coups, terminant ses quatre tours en 272 coups, le second meilleur score de l’histoire de St Andrews.
Au cours du Masters 2012, il réalise le dernier jour du tournoi au trou numéro 2 un albatros (trois coup sous la par) qui, avec un total de 10 coups sous le par, lui permet de mener le tournoi pendant une bonne partie de l'après-midi. Il sera cependant rejoint au score à deux trous de la fin par Bubba Watson. Ce dernier s'imposera finalement au second trou du play-off laissant Oosthuizen à la deuxième place. Une semaine seulement après sa deuxième place au Masters, il remporte l'Open de Malaisie 2012.
En 2013, il participe à la coupe du président.
En 2015, il finit 2e de l'U.S. Open. Puis au British Open, il finit de nouveau deuxième après un playoff à 3 contre Zach Johnson et Marc Leishman. Grâce à ses bons résultats, il participe à la coupe du président 2015.
Oosthuizen est marié et a une fille. Il est sponsorisé par Izod et PING.

## Victoires Professionnelles (8)
| Date | Tournoi              | Score                 | Ecart    | Finaliste(s)                    |
| ---- | -------------------- | --------------------- | -------- | ------------------------------- |
| 2010 | Open d'Andalousie    | -17 (67-63-66-67=263) | 3 coups  | Richard Finch , Peter Whiteford |
| 2010 | British Open         | -16 (65-67-69-71=272) | 7 coups  | Lee Westwood                    |
| 2011 | Open d'Afrique       | -16 (70-67-69-70=276) | Play-off | Manuel Quirós , Chris Wood      |
| 2012 | Open d'Afrique       | -27 (69-62-67-67=265) | 2 coups  | Tjaart van der Walt             |
| 2012 | Open de Malaisie     | -17 (66-68-69-68=271) | 3 coups  | Stephen Gallacher               |
| 2013 | Volvo Golf Champions | -16 (68-64-74-66=272) | 1 coup   | Scott Jamieson                  |
| 2014 | Volvo Golf Champions | -12 (68-69-71-68=276) | 1 coup   | Branden Grace                   |
| 2016 | Perth International  | -16 (70-64-67-71=272) | 1 coup   | Alexander Lévy                  |